# Dimitri Pätzold
Dimitri Pätzold (ros. Дмитрий Андреевич Петцольд – Dmitrij Andriejewicz Pietcold; ur. 3 lutego 1983 w Ust'-Kamienogorsku, Kazachska SRR) – niemiecki hokeista pochodzenia kazachskiego. Reprezentant Niemiec, olimpijczyk.

## Kariera
- Kölner EC II (1999-2000)
- TSV Erding (2000-2001)
- Kölner Haie (2001-2002)
- EV Duisburg (2001-2002)
- Adler Mannheim (2002-2003)
- Cleveland Barons (2003-2006)
  -  Johnstown Chiefs (2004)
- Worcester Sharks (2006-2008)
  -  Fresno Falcons (2007)
  -  San Jose Sharks (2007)
- Witiaź Podolsk (2008)
- Hannover Scorpions (2008-2009)
- ERC Ingolstadt (2009-2010)
- Straubing Tigers (2010-2011)
- Hannover Scorpions (2011-2013)
- Schwenninger Wild Wings (2013-2016)
- Straubing Tigers (2016-2017)
- Krefeld Pinguine (2017-2020)
- EV Landshut (2020-2022)

Pochodzi z rodziny Niemców kazachskich. Pierwotnie wychowanek klubu Torpedo w rodzinnym mieście. W wieku przeprowadził się jako przesiedleniec do Niemiec. Tam kontynuował rozwijał karierę w zespole Kölner Haie w Kolonii. W drafcie NHL z 2001 został wybrany przez San Jose Sharks z numerem 107 (z numerem 106 został wybrany jego rodak, Christian Ehrhoff, także przez klub SJS). Od tego roku grał w seniorskiej zawodowej niemieckiej lidze DEL. W 2003 wyjechał do USA i od tego czasu grał przez pięć sezonów w zespołach farmerskich w ligach AHL i ECHL. W rozgrywkach NHL w barwach Rekinów rozegrał tylko trzy mecze w sezonie 2007. W 2008 powrócił do Europy, zaliczył epizod w rosyjskiej lidze KHL, po czym znów trafił do Niemiec. Od tego czasu zagrał w pięciu klubach (przed wyjazdem do USA grał w dwóch), w tym trzy sezony w Hannover Scorpions. Od sierpnia 2013 zawodnik Schwenninger Wild Wings. W grudniu 2013 przedłużył kontrakt o dwa lata. Od marca 2016 reprezentował Straubing Tigers, a od listopada 2017 Krefeld Pinguine. W styczniu 2020 przeszedł do EV Landshut. W marcu 2022 ogłosił zakończenie kariery.
Uczestniczył w turniejach mistrzostw świata w 2007, 2008, 2009, 2011, 2012 oraz na zimowych igrzyskach olimpijskich 2010.

## Sukcesy
Reprezentacyjne

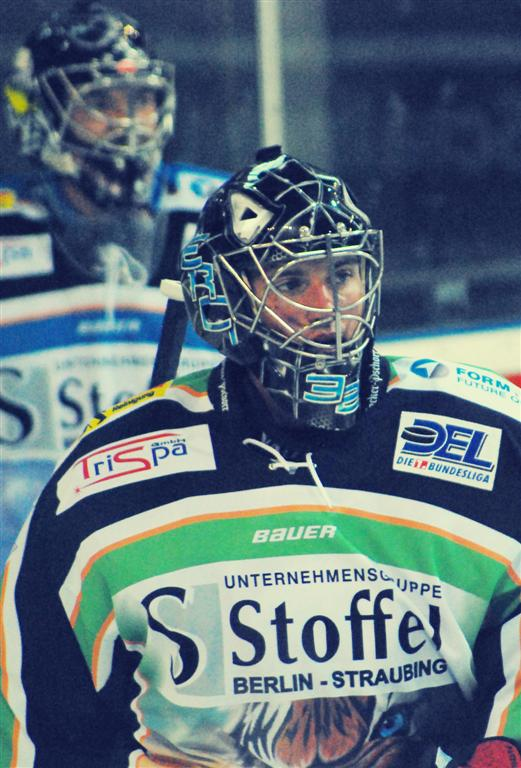
Dimitri Pätzold w barwach Straubing Tigers (2010)

- Awans do mistrzostw świata juniorów do lat 20 Elity: 2002

Klubowe
- Złoty medal mistrzostw Niemiec: 2002 z Kölner Haie
- Puchar Niemiec: 2003 z Adler Mannheim

Indywidualne
- Mistrzostwa Świata Juniorów w Hokeju na Lodzie 2002/I Dywizja:
  - Najlepszy bramkarz turnieju[7]
  - Skład gwiazd turnieju
- Mistrzostwa Świata w Hokeju na Lodzie 2009/Elita:
  - Jeden z trzech najlepszych zawodników reprezentacji
- Kwalifikacje do ZIO 2010 Grupa E:
  - Najlepszy bramkarz turnieju